# Varier
Varier (Varecia) är ett släkte i familjen lemurer som består av två arter.
- svartvit vari (Varecia variegata)
- röd vari (Varecia rubra)

Tidigare räknades de som underarter till en art men idag klassificeras de vanligen som självständiga arter. Deras närmaste släktingar fanns i släktet Pachylemur som dog ut för ungefär 1000 år sedan.

## Kännetecken
Varier är de största medlemmarna i familjen lemurer. Kroppslängden ligger mellan 43 och 57 centimeter och därtill kommer en 60 till 65 centimeter lång yvig svans. Vikten ligger vanligen mellan 2,5 och 4,5 kilogram. Den långa mjuka pälsen har hos svartvit vari ett mönster av svarta och vita ställen medan röd vari huvudsakligen är rödaktig. Huvudet kännetecknas av en lång nos med lång tunga, samt av tofsar vid öronen och ett slags man vid halsen.

## Utbredning och habitat
Varier förekommer på Madagaskar. De lever i tropiska regnskogar på öns östra sida. De finns upp till 1300 meter över havet.

## Levnadssätt
Arterna är aktiva på dagen och i skymningen. De vistas i träd och kommer sällan ner till marken. Varier går vanligen på fyra fötter men de kan även hoppa. När de äter hänger de ibland med huvudet neråt medan de håller sig med sina bakre extremiteter.
Deras sociala beteende är variabelt. De lever i mindre grupper av 2 till 5 individer eller i större grupper med upp till 16 individer. Gruppens revir markeras med sekret från analkörtlarna. Hannar använder även avsöndringar från doftkörtlarna vid halsen. För att kommunicera har de olika läten.
Födan utgörs främst av frukter. De äter även blad och blommor. Varier spelar en betydande roll för vissa växters (bland annat de resandes träd) pollinering när de slickar nektar.

## Fortplantning
I motsats till andra medlemmar i familjen lemurer, som bara har fyra spenar, har honor av varier sex spenar. Per kull föds vanligen två eller tre ungar och dräktigheten varar mellan 90 och 100 dagar. Liksom hos andra lemurer är fortplantningen bunden till vissa årstider, ungarna föds mellan september och oktober.
För födelsen bygger honan en bo av blad där ungarna tillbringar sina första veckor. Ibland bär honan ungarna i munnen och lämnar dem i ett gömställe när hon letar efter föda. Efter fyra till fem månader sluter honan att ge di och efter cirka två år är ungarna könsmogna. De flest honor har sin första kull efter 3,5 år. Varier i fångenskap har blivit upp till 30 år gamla.

## Hot
Arterna hotas av levnadsområdets förstöring samt av jakt. De är mycket känsliga för svedjebruk, gruvdrift eller skogsavverkning. Populationerna för bägge arter minskar fortfarande och utbredningsområdet är delat i från varandra avskilda regioner. IUCN listar röd vari som starkt hotad (EN) och svartvit vari som akut hotad (CR).